# تيم هوفمان
تيم هوفمان (بالإنجليزية: Tim Huffman)‏ هو لاعب كرة قدم أمريكية أمريكي، ولد في 31 أغسطس 1959 في كانتون في الولايات المتحدة.

## وصلات خارجية
- تيم هوفمان على موقع مرجع كرة القدم المحترفة.كوم (الإنجليزية)